# Гаранина, Елена Анатольевна
Еле́на Анато́льевна Гара́нина (19 октября 1956, Москва, РСФСР) — советская фигуристка, серебряный призёр чемпионата СССР 1978 года, чемпион зимней Универсиады 1981 года в спортивных танцах на льду. Мастер спорта СССР международного класса.
Елена Гаранина выступала с Игорем Завозиным. На чемпионате страны 1978 года пара заняла второе место. Закончила выступления в 1983 году.
В 1980 году окончила ГЦОЛИФК, а в 1985 году ГИТИС. Работает тренером.
Была замужем за своим партнёром Игорем Завозиным, впоследствии они развелись, а в 2019 году он умер. Их сын — фигурист Максим Завозин, выступавший за США, позднее за Венгрию.

## Спортивные достижения
| Соревнования/Сезоны              | 1975-76 | 1976-77 | 1977-78 | 1978-79 | 1979-80 | 1980-81 | 1981-82 | 1982-83 |
| -------------------------------- | ------- | ------- | ------- | ------- | ------- | ------- | ------- | ------- |
| Чемпионаты СССР                  |         | 5       | 2       |         | 4       | 5       | 5       | 6       |
| Skate America                    |         |         |         |         |         |         | 2       | 2       |
| St. Ivel                         |         |         |         |         |         | 2       |         |         |
| Приз газеты «Московские новости» |         |         |         | 2       |         |         |         |         |
| Nebelhorn                        | 2       |         |         | 1       |         |         |         |         |
| Зимние Универсиады               |         |         |         |         |         | 1       |         |         |